# Arthur Holmes

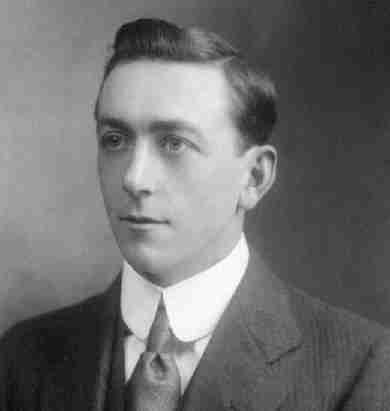
Arthur Holmes im Jahr 1912

Arthur Holmes (* 14. Januar 1890 in Gateshead; † 20. September 1965 in London) war ein britischer Geologe.

## Leben
Als einer der ersten Geowissenschaftler schlug Holmes vor, die Anfang des 20. Jahrhunderts entdeckte Radioaktivität als Hilfsmittel zur Geochronologie – der zeitlichen Einordnung geologischer Epochen – anzuwenden. Seine 1911 mit einfachsten Mitteln durchgeführten Messungen (etwa 600 Millionen Jahre für den Beginn des Kambrium) liegen relativ nahe am heute gültigen Wert von 541 Millionen Jahren. 

Aufsehen erregte auch sein Buch The Age of the Earth (1913), in dem er archaischen Gneisen das damals noch unvorstellbare Alter von 1,5 Mrd. Jahren zuschrieb.   
Etwa 1930 schlug er einen Mechanismus zur Erklärung der von Alfred Wegener entwickelten Theorie der Kontinentaldrift vor: Konvektive Wärmeströme im Erdinneren erzeugen genügend Kraft, um die Erdplatten zu bewegen. Da Holmes keine experimentellen Methoden zur Überprüfung dieser Hypothese zur Verfügung standen, nannte er seinen Vorschlag „Spekulation“; er kann zu den Pulsationshypothesen der Geophysik gerechnet werden. Heute gilt seine Annahme als sehr ähnlich mit jenen Prozessen, mit denen die moderne Theorie der Plattentektonik arbeitet.
Der Lehrbuchautor László Egyed ordnet Holmes’ Konvektionsmodell hingegen eher den Expansionstheorien der Erde zu: Das unter dem Urkontinent Pangäa aufströmende Magma habe diesen zerrissen und beim Abströmen die Gebirgswurzeln ausgestaltet; nach Aufhören der Strömungen hätten sich die alpidischen Gebirge beiderseits des Pazifik gehoben.
Holmes war Professor für Geologie an der Universität Durham und in der Nachfolge von Thomas John Jehu, 1943, bis zu seinem Tod im Jahr 1965 Regius Professor of Geology an der Universität Edinburgh. Sein Lehrbuch Principles of Physical Geology gilt auch heute noch als Standardwerk. 1934 wurde er in die American Academy of Arts and Sciences, 1944 in die Royal Society of Edinburgh, 1947 in die Königlich Niederländische Akademie der Wissenschaften und 1955 in die Académie des sciences gewählt. 1956 erhielt er die Penrose-Medaille der Geological Society of America und die Wollaston-Medaille der Geological Society of London.
Die Arthur Holmes Medal der European Geosciences Union und das Arthur Holmes Isotope Geology Laboratory am Department of Earth Sciences der University of Durham sind nach ihm benannt. Darüber hinaus tragen der Holmes Summit, ein Berg im ostantarktischen Coatsland, und die Holmes Hills, eine Gruppe von Bergrücken und Nunatakker im westantarktischen Palmerland, seinen Namen.

## Veröffentlichungen
- The association of lead with uranium in rock-minerals, and its application to the measurement of geological time. Proceedings of the Royal Society, Ser. A, Vol. 85, S. 248–256 (1911).
- The Age of the Earth. Harper & Brothers (1913).
- Principles of Physical Geology, 3. Auflage, London 1945
- Petrographic methods and calculations, London 1921

## Biografien
- Cherry Lewis: The Dating Game: One Man's Search for the Age of the Earth. (2000)